# Зыково (Шарангский район)
 Зыково  — деревня в Шарангском районе Нижегородской области в составе Большерудкинского сельсовета.

## География
Расположена на расстоянии примерно 8 км на север-северо-восток по прямой от районного центра посёлка Шаранга.

## История
Известна с 1891 года как починок Зыковский, где в 1905 году было дворов 88 и жителей 535, в 1926 (деревня Зыково или Зыковский) 100 и 546, в 1950 78 и 286.

## Население
Постоянное население составляло 56 человека (русские 91 %) в 2002 году, 37 в 2010.